# Френк Корачі
Френк Корачі (англ. Frank Coraci; 3 лютого 1966, Ширлі, штат Нью-Йорк, США) — американський кінорежисер і сценарист.

## Біографія
Корачі народився в Ширлі, Нью-Йорк. 1984 року він закінчив середню школу. 1988 року він закінчив Школу мистецтв Тіша Нью-Йоркського університету. Найбільш відомий своєю роботою з актором Адамом Сендлером, з яким зняв п'ять фільмів.
2004 року він зняв фільм «Навколо світу за 80 днів» з Джекі Чаном у головній ролі, який виявився провальним у прокаті, зібравши лише 24 мільйони доларів у США (знятий із бюджетом у 110 мільйонів).